# 三木誉
三木 誉（みき ほまれ、1995年11月19日 - ）は、滋賀県出身のフットサル選手である。ポジションはアラ。

## 経歴
草津市立笠縫東小学校を卒業し、草津市立新堂中学校では陸上部に所属しながら草津市内のサッカークラブに所属。滋賀県のサッカー強豪校である滋賀県立野洲高等学校に進学。滋賀県にあるびわこ成蹊スポーツ大学サッカー部に所属。

## エピソード
中学時代はキャプテン翼に憧れ、ドリブルで学校に通っていたとラジオで発言した。滋賀県立野洲高等学校時代は野洲高校サッカー部を紹介するPVに主役で出演している。現在はフットサルのプロを経て、チームマキヒカの一員として活動中。

## 所属クラブ
サッカー
- 滋賀県立野洲高等学校

フットサル
- 2015年-2016年 デウソン神戸
- 2016年-2017年 バサジィ大分
- 2017年-2020年 GRAVIS FC
- 2020年-現在　リンドバロッサ京都（所属中）

YouTube活動
チームマキヒカ一員として活動中